# José Antonio Momeñe Campo
José Antonio Momeñe Campo (Zierbena, 15 d'agost de 1940 - Barakaldo, 23 de desembre de 2010) va ser un ciclista basc que fou professional entre 1962 i 1970.
Com a ciclista aficionat va prendre part en els Jocs Olímpics de Roma de 1960, on va participar en les proves de ciclisme en carretera i la contrarellotge per equips. En aquesta darrera prova acabà en 8a posició.
El 1962 va fer el salt al professionalisme, en què destaca la seva victòria a la Volta a Andalusia de 1962, i les etapes guanyades a la Volta a Espanya i Giro d'Itàlia. El 1966 finalitzà en 4a posició el Tour de França.
El 1971 es va retirar i passà a exercir de director esportiu de l'equip Werner durant dues temporades.

## Palmarès
- 1962
  - 1r a la Volta a Andalusia i vencedor de 2 etapes
  - Vencedor d'una etapa del Tour de l'Avenir
- 1963
  - 1r de la Clásica a los Puertos
  - Vencedor d'una etapa del Tour de l'Avenir
  - Vencedor d'una etapa de la Volta a la Rioja
- 1964
  - 1r de la Clásica a los Puertos
  - Vencedor d'una etapa de la Volta a Andalusia
- 1966
  - Vencedor d'una etapa de la Volta a Espanya
  - Vencedor d'una etapa del Critèrium del Dauphiné Libéré
- 1967
  - 1r al Gran Premi de Laudio
  - 1r al Gran Premi Pascuas
- 1968
  - Vencedor d'una etapa al Giro d'Itàlia
  - 1r al Gran Premi de Biscaia

### Resultats a la Volta a Espanya
- 1963. 16è de la classificació general
- 1964. 8è de la classificació general
- 1966. 5è de la classificació general. Vencedor d'una etapa. Porta el mallot or durant 1 etapa
- 1967. Abandona
- 1968. 17è de la classificació general
- 1969. 29 de la classificació general

### Resultats al Tour de França
- 1964. Abandona (8a etapa)
- 1965. 34è de la classificació general
- 1966. 4t de la classificació general
- 1969. Abandona (17a etapa)

### Resultats al Giro d'Itàlia
- 1968. Abandona (8a etapa). Vencedor d'una etapa